# Bussière-Saint-Georges
Bussière-Saint-Georges ist eine Gemeinde in Frankreich. Sie gehört zur Region Nouvelle-Aquitaine, zum Département Creuse, zum Arrondissement Aubusson und zum Kanton Boussac. Sie grenzt im Nordwesten an Vijon, im Nordosten an Saint-Priest-la-Marche, im Osten an Saint-Marien, im Südosten an Boussac-Bourg, im Süden an Malleret-Boussac und im Westen an Nouzerines.

## Bevölkerungsentwicklung

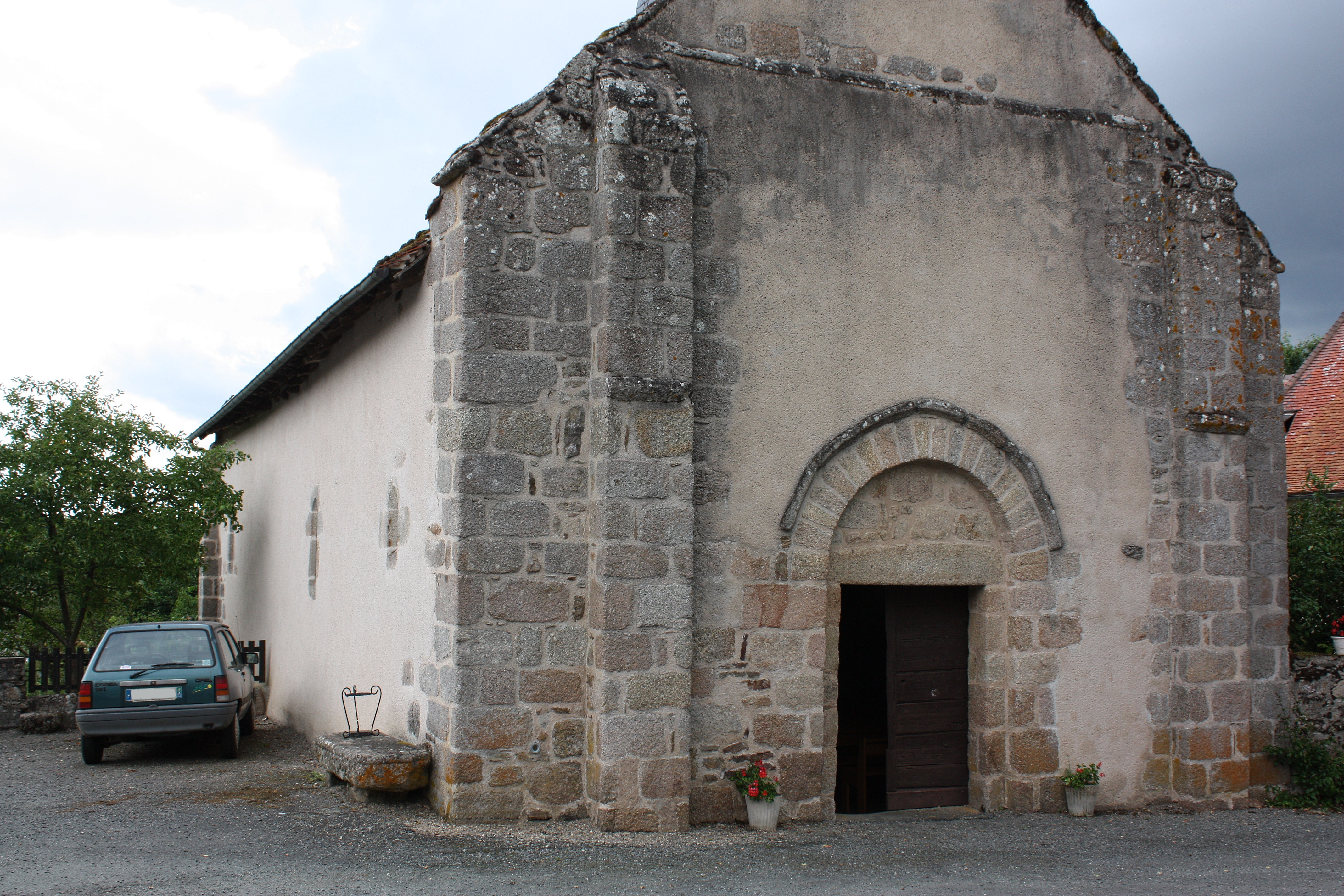
Kirche Saint-Georges

| Jahr      | 1962 | 1968 | 1975 | 1982 | 1990 | 1999 | 2008 | 2013 |
| --------- | ---- | ---- | ---- | ---- | ---- | ---- | ---- | ---- |
| Einwohner | 483  | 422  | 355  | 256  | 239  | 184  | 212  | 248  |